# أداء كامل
الأداء الكامل ما يؤديه الإنسان على الوجه الذي أمر به، كأداء المدرك للإمام.